# محمد صالح المرموري
محمد صالح المرموري (ولد في 18 سبتمبر 1967 في العالية, ولاية بنزرت) هو أحد أبطال تونس في الملاكمة  تألق في أولمبياد أطلنطا 1996 و حرم من الحصول على ميدالية بعد تواطؤ الحكام وانحيازهم مع مع الملاكم الأمريكي في الربع النهائي شارك أيضا في أولمبياد سيدني 2000.
والمرموري هو صاحب الذهب في باري 97 (الألعاب المتوسطية) برنزية الألعاب المتوسطية تونس 2001 و صاحب ذهبية الألعاب العربية لبنان 1997 وعمان 1999 ومتحصل على برنزية بطولة العالم العسكرية بتونس سنة 1994 وبرنزية بطولة أفريقيا العسكرية بجنوب أفريقيا سنة 1999, هو متحصل على وسام الاستحقاق الرياضي لسنة 2000 ووسام الاستحقاق العسكري سنة 2011. درب المنتخب الوطني والمنتخب العسكري.